# Patricija Cīrule
Patricija Cīrule (* 10. November 2001) ist eine lettische Sprinterin und Mittelstreckenläuferin, die sich auf die 800-Meter-Distanz spezialisiert hat.

## Sportliche Laufbahn
Erste internationale Erfahrungen sammelte Patricija Cīrule beim Europäischen Olympischen Jugendfestival (EYOF) 2017 in Győr, bei dem sie im 800-Meter-Lauf in 2:10,83 min den zehnten Platz belegte. Im Jahr darauf schied sie dann bei den U18-Europameisterschaften ebendort mit 2:17,45 min im Halbfinale aus, qualifizierte sich aber für die Olympischen Jugendspiele in Buenos Aires, bei denen sie auf Rang acht gelangte. 2019 scheiterte sie bei den U20-Europameisterschaften in Borås mit 2:13,46 min in der ersten Runde.
2020 wurde Cīrule lettische Meisterin im 400-Meter-Lauf im Freien und auch in der Halle. In der Halle siegte sie zudem 2017 über 1500 Meter und 2019 im 800-Meter-Lauf.

## Bestleistungen
- 400 Meter: 55,56 s, 13. Juli 2019 in Võru
  - 400 Meter (Halle): 56,40 s, 29. Februar 2020 in Kuldīga
- 800 Meter: 2:06,37 min, 15. Juni 2018 in Ogre
  - 800 Meter (Halle): 2:10,15 min, 8. Februar 2020 in Kuldīga
- 1500 Meter: 4:31,88 min, 16. Juni 2018 in Ogre
  - 1500 Meter (Halle): 4:37,94 min, 17. Februar 2018 in Kuldīga